# José María Sánchez
José María Sánchez (Madrid, 19 febbraio 1949 – Torrelodones, 6 giugno 2006) è stato un regista spagnolo, attivo perlopiù in Italia.

## Biografia
Laureato in giurisprudenza e lettere e filosofia. Sánchez per la televisione esordì nel 1984 con la miniserie televisiva La bella Otero, coproduzione italo-franco-slavo-spagnola interpretata da Ángela Molina e Harvey Keitel. Benché negli anni fosse stato chiamato a curare la regia principalmente di produzioni televisive italiane, fra cui Le ragazze di piazza di Spagna e Il maresciallo Rocca, Sanchez girò anche due film cinematografici, Burro (1989) e Mollo tutto (1995), entrambi interpretati da Renato Pozzetto. 
Nel 1994 incominciò la sua collaborazione con la coreografa María Pagés, divenuta poi la sua compagna di vita. Il suo ultimo lavoro, lo spettacolo Sevilla, risale al 2006: uscito a maggio a Tokyo, fu scelto per rappresentare la città di Siviglia per il 2006 e il 2007. Il mese seguente, il 6 giugno, il regista morì dopo una lunga malattia, mentre si trovava a Torrelodones, un sobborgo di Madrid, per poi essere sepolto nel cimitero locale.

## Filmografia

### Regista

#### Cinema
- Burro (1989)
- Mollo tutto (1995)

#### Televisione
- La bella Otero – film TV (1984)
- Facciaffittasi – miniserie TV, 6 episodi (1987)
- La vita leggendaria di Ernest Hemingway – miniserie TV, 2 episodi (1989)
- Scoop – miniserie TV, 4 episodi (1992)
- Colpo di coda – film TV (1993)
- La quindicesima epistola – film TV (1998)
- Le ragazze di piazza di Spagna – serie TV (1998)
- La madre inutile – film TV (1998)
- Il tesoro di Damasco – film TV (1998)
- Commesse – serie TV (1999)
- Ciao professore – serie TV (1999)
- Gioco di specchi – film TV (2000)
- Piovuto dal cielo – film TV (2000)
- Il maresciallo Rocca – serie TV, 2 episodi (2001)
- La tassista – miniserie TV, 4 episodi (2004)
- Il veterinario – film TV (2005)

### Sceneggiatore
- La vita leggendaria di Ernest Hemingway, regia di José María Sánchez (1989)
- Colpo di coda, regia di José María Sánchez – miniserie TV (1993)
- Un amore su misura, regia di Renato Pozzetto (2007)